# Следственный комитет Приднестровской Молдавской Республики
Следственный комитет Приднестровской Молдавской Республики —  является исполнительным органом государственной власти, осуществляющим в соответствии с действующим законодательством Приднестровской Молдавской Республики полномочия в сфере уголовного судопроизводства.

## История
21 сентября 2012 года Президент Приднестровской Молдавской Республики Евгений Шевчук подписал указ о создании Следственного комитета Приднестровской Молдавской Республики. Согласно указу, Следственный комитет является «единым органом предварительного следствия и поддержания государственного обвинения в судах». Новая структура сформирована на базе следственных управлений и отделов прокуратуры ПМР, Военной прокуратуры, МВД, КГБ, Государственного таможенного комитета, которые больше не вправе заниматься предварительным следствием и поддержанием государственного обвинения в судах. 28 сентября 2012 года было утверждено «Положение о Следственном комитете Приднестровской Молдавской Республики». Позже, 29 октября этого же года был принят закон «О Следственном комитете Приднестровской Молдавской Республики». В сентябре 2013 года комитет был награждён Орденом «За заслуги» 2 степени. В конце 2014 года были подведены итоги работы комитета за два первых года существования ведомства: рассмотрено свыше шесть тысяч обращений граждан, возбуждено пять тысяч уголовных дел, раскрыто более двух с половиной тысяч преступлений.

## Правовая основа деятельности Следственного комитета
Правовой основой деятельности Следственного комитета являются Конституция Приднестровской Молдавской Республики, общепризнанные принципы и нормы международного права и международные договоры Приднестровской Молдавской Республики, конституционные законы Приднестровской Молдавской Республики, законы Приднестровской Молдавской Республики, настоящий Закон, Положение о Следственном комитете, а также иные нормативные правовые акты Приднестровской Молдавской Республики.

## Задачи Следственного комитета
- оперативное и качественное расследование преступлений;
- обеспечение законности при приеме, регистрации, проверке сообщений о преступлениях, возбуждении уголовных дел, производстве предварительного расследования, а также защита прав и свобод человека и гражданина;
- осуществление процессуального контроля деятельности следственных органов Следственного комитета и их должностных лиц;
- организация и осуществление в пределах своих полномочий выявления обстоятельств, способствующих совершению преступлений, а также принятие мер по устранению таких обстоятельств;
- осуществление в пределах своих полномочий международного сотрудничества в сфере уголовного судопроизводства;
- разработка мер по реализации государственной политики в сфере исполнения действующего законодательства Приднестровской Молдавской Республики об уголовном судопроизводстве;
- совершенствование нормативно-правового регулирования в установленной сфере деятельности;
- определение порядка формирования и представления статистических отчетов и отчетности о следственной работе, процессуальном контроле.

## Структура Следственного комитета
- Центральный аппарат;
- Главное следственное управление;
- Главное управление по процессуальному контролю за законностью предварительного следствия, дознания и оперативно-розыскной деятельности;
- Главное управление по обеспечению участия в уголовном судопроизводстве;
- Военное следственное управление;
- Следственное управление  Следственного комитета  г. Тирасполь;
- Следственное управление  Следственного комитета  г. Бендеры;
- Следственное управление  Следственного комитета  Слободзейского района;
- Следственное управление  Следственного комитета  Григориополького района;
- Следственное управление Следственного комитета  Дубоссарского района;
- Следственное управление Следственного комитета  Рыбницкого района;
- Следственное управление  Следственного комитета Каменского района.[7]

## Специальные звания
Сотрудникам Следственного комитета (кроме военнослужащих) присваиваются следующие специальные звания:
- младшие специальные звания:

младший лейтенант юстиции,
лейтенант юстиции,
старший лейтенант юстиции,
капитан юстиции.
- старшие специальные звания:

майор юстиции,
подполковник юстиции,
полковник юстиции.
- высшие специальные звания:

генерал-майор юстиции;
генерал-лейтенант юстиции.
Порядок присвоения специальных званий сотрудникам Следственного комитета определяется Президентом Приднестровской Молдавской Республики.

## Награды
- Орден «За заслуги» 2 степени (2013)[12]